# Brachythecium tromsoeense
Brachythecium tromsoeense là một loài rêu trong họ Brachytheciaceae. Loài này được Kaurin & Arnell Limpr. mô tả khoa học đầu tiên năm 1896.